# UPラングレオ
ウニオン・ポプラル・デ・ラングレオ（Unión Popular de Langreo）は、スペイン・アストゥリアス州ラングレオを本拠地とするサッカークラブ。2023-24シーズンはセグンダ・フェデラシオンに所属している。

## 歴史
1961年7月4日、アストゥリアス州内に拠点を置いていたCPラ・フェルゲラとラシン・デ・サマという2つのクラブの合併によって創設された。1961-62シーズンからテルセーラ・ディビシオンに参入し、リーグ優勝を果たして創設2年目にしてセグンダ・ディビシオンへと昇格した。1967-68シーズンに一度降格するが、1969-70シーズンに再びセグンダへと復帰した。しかし、2度目のセグンダはわずか2シーズンで終わり、その後は3部や4部を行き来するシーズンは続いている。なお、1986-87シーズンには4部に所属していながらコパ・デル・レイでベスト16進出という躍進を果たしている。
1991年から1999年までは元スペイン代表のダビド・ビジャがこのクラブのカンテラでサッカーを学んでいた。

## タイトル

### 国内タイトル
- テルセーラ・ディビシオン : 5回
  - 1961-62, 1969-70, 1981-82, 1985-86, 2001-02

### 国際タイトル
- なし

## 過去の成績
| シーズン | 部 | ディビジョン | 順位 | コパ・デル・レイ |
| -------- | -- | ------------ | ---- | ---------------- |
| 2000-01  | 4  | テルセーラ   | 3位  |                  |
| 2001-02  | 4  | テルセーラ   | 1位  |                  |
| 2002-03  | 3  | セグンダB    | 16位 | 1回戦敗退        |
| 2003-04  | 4  | テルセーラ   | 5位  |                  |
| 2004-05  | 4  | テルセーラ   | 4位  |                  |
| 2005-06  | 4  | テルセーラ   | 2位  |                  |
| 2006-07  | 4  | テルセーラ   | 3位  |                  |
| 2007-08  | 4  | テルセーラ   | 3位  |                  |
| 2008-09  | 4  | テルセーラ   | 5位  |                  |
| 2009-10  | 4  | テルセーラ   | 5位  |                  |
| 2010-11  | 4  | テルセーラ   | 3位  |                  |
| 2011-12  | 4  | テルセーラ   | 3位  |                  |
| 2012-13  | 4  | テルセーラ   | 4位  |                  |
| 2013-14  | 4  | テルセーラ   | 2位  |                  |
| 2014-15  | 3  | セグンダB    | 17位 |                  |
| 2015-16  | 4  | テルセーラ   | 2位  |                  |
| 2016-17  | 4  | テルセーラ   | 3位  |                  |
| 2017-18  | 4  | テルセーラ   | 2位  |                  |
| 2018-19  | 3  | セグンダB    | 9位  | 1回戦敗退        |
| 2019-20  | 3  | セグンダB    | 10位 | 1回戦敗退        |

| シーズン | 部 | ディビジョン | 順位 | コパ・デル・レイ |
| -------- | -- | ------------ | ---- | ---------------- |
| 2020-21  | 3  | セグンダB    | 10位 |                  |
| 2021-22  | 4  | セグンダRFEF | 11位 |                  |
| 2022-23  | 4  | 連盟2部      | 12位 |                  |
| 2023-24  | 4  | 連盟2部      |      |                  |

- 8シーズン - セグンダ・ディビシオン
- 19シーズン - セグンダ・ディビシオンB
- 3シーズン - セグンダ・フェデラシオン
- 33シーズン - テルセーラ・ディビシオン

## 歴代監督
- ラウレアーノ・ルイス 1971-1972
- ビセンテ・ミエラ 1973-1974

## 歴代所属選手
- ミチュ 2015-2016